# Maximillian Giuliani
Maximillian Giuliani, född 3 juli 2003 i Traralgon, är en australisk simmare.

## Karriär
Vid OS 2024 ingick Maximillian Giuliani i det australiska laget som tog  brons på 4 x 200 meter frisim.